# Величание
Велича́ние (воспевание, хвала, возвеличение, именование, кликание, прославление, возвеличивание) — ритуальное восхваление. 
В христианстве — стих в честь Иисуса Христа, Богородицы или святого, который поётся во время православного богослужения. В ряде православных церквей краткое торжественное молитвенное песнопение, употребляемое на службе с полиелеем или на всенощном бдении. Название происходит от слова «величаем», с которого начинается большинство данных песнопений. Величание поётся как припев к стихам избранного псалма (отсюда второе название — «припевы»).
В греческом православии величания не употребляются, а схожий термин — др.-греч. μεγαλυνάρια — обозначает припевы на 9-й песне канона утрени в праздничные дни или особый припев к молебному канону.
В традиционной культуре славян — прославление участников семейных и календарных обрядов в песенной форме. Величанием также называют русский свадебный обычай подруг петь хвалебную песнь невесте, за это они получают подарки.

## Происхождение в христианстве
Происхождение величания связано с припевами к 17-й кафизме, употребляемых за богослужением Великой субботы. Использование таких припевов в Иерусалимской церкви зафиксировано в «Иадгари» (грузинский перевод гимнографического приложения к Лекционарию VIII—IX веков). В XIII—XIV веках появляются циклы припевов к 17-й кафизме для богослужения праздников, написанные по аналогии с припевами Великой субботы (например, на Успение Богородицы (XIII век), на Усекновение главы Иоанна Предтечи (XIV век), на Собор трёх святителей (XIV—XVII века) и другие).
В XIII веке на основе Псалтыри византийский ученый и церковный деятель Никифор Влеммид составил избранные псалмы для утрени великих праздников и дней памяти особо почитаемых святых. В качестве припева к ним использовалось «Аллилуия». В XIII—XIV века вместо «Аллилуия» были составлены особые припевы стихов полиелея и избранных псалмов. В греческой церкви данные припевы не получили распространения и современном богослужении употребляются только для общего избранного псалма для Богородичных праздников.
В православных церквях славянских стран греческие припевы не получили употребления, вместо них были составлены свои оригинальные циклы припевов для избранных псалмов. Основой цикла припевов, получивших название «величание», стал первый припев непорочных Великой субботы — «Велича́ем Тя, Иису́се Царю́, и чтем погребе́ние и страда́ния Твоя́, и́миже спасл еси́ нас от истле́ния». Его структуру повторяют большинство величаний. Исключения составляют величания преподобным (начинаются со слова «ублажаем») и общие величания Богородице («Достойно есть величати тя…» и «Песнь всяку духовну принесем Богородице…»).
В первой четверти XV века монах Филофей составил припевы для праздников и почитаемых святых, которые не имели связи с традиционными припевами на 17-й кафизме. Эти припевы получили распространение в румынских, болгарских, сербских и украинских богослужебных сборниках, где их помещали часто вместе с величаниями. В Русской церкви сочинения монаха Филофея не прижились.
Традиционно величания, как приложения к избранным псалмам, публиковались в Следованных Псалтирях и Ирмологиях. В 1789 году впервые был выпущен сборник величаний, где они были расположены в порядке их употребления в церковном году. В Типиконе, Минеях (за исключением Общей) и Триодях величания не публикуются (однако имеются отдельные исключения, например, общее величание Богородице приводится в современном Типиконе РПЦ).

## Использование в богослужении
Величания используются в богослужении наряду с другим важнейшими праздничными гимнографическими сочинениями — тропарём и кондаком. Типикон предписывает пение величания попеременно двумя хорами. Согласно богослужебным указаниям величания главным образом поются на праздничной утрене в качестве припева к избранному псалму. При этом:
- при пении величания в честь святого, которому совершается бденная служба — открывают Царские врата, всё духовенство встаёт на середине храма, на главный аналой кладётся икона праздника или святого.
- при пении величания святому, которому совершается полиелейная служба — Царские врата не открывают, в центр храма выходит только служащий священник с диаконом для совершения малого каждения.
- если день памяти бденного или полиелейного святого, а также богородичного праздника совпадает с воскресным днём, то избранный псалом и величание поются между полиелейными псалмами и тропарями по непорочных, но без «Слава: И ныне».

Кроме утрени величания поют после отпустов служб суточного круга в праздники, на молебнах и крестных ходах, при перенесении мощей.

## Общие тексты величаний[6]
Приведённые тексты величаний являются общими. Часто в честь иконы Богородицы или святого написано своё (бывает их даже два или три) величание, отличающееся (как правило, незначительно) от соответствующего общего.
Символ «/» здесь обозначает деление на колена, употребляемое при пении.
Богородице
Досто́йно есть / велича́ти Тя, / Богоро́дице, / Честне́йшую Херуви́м / и Сла́внейшую / без сравне́ния Серафи́м.
Богородице, в честь иконы
Велича́ем Тя, / Пресвята́я Де́во / Богоизбра́нная Отрокови́це / и чтим о́браз Твой святы́й, / и́мже то́чиши исцеле́ния / всем с ве́рою притека́ющим.
Ангелам
Величае́м Вас /, Арха́нгели и А́нгели и вся во́инства, / Херуви́ми и Серафи́ми, / сла́вящие Го́спода.
Пророку
Велича́ем тя, / проро́че Бо́жий (имяре́к), / и чтим святу́ю па́мять твою́, / ты бо мо́лиши за нас / Христа́ Бо́га на́шего.
Апостолу
Велича́ем тя, / апо́столе Христо́в (имяре́к) / и чтим боле́зни и труды́ твоя́, / и́миже труди́лся еси́ / во благове́стии Христове́.
Апостолам
Велича́ем вас, / святи́и апо́столи (имярек), / весь мир уче́ньми свои́ми просвети́вшия / и вся концы́ / ко Христу́ приве́дшия.
Святителю
Велича́ем тя, / святи́телю о́тче (имярек), / и чтим святу́ю па́мять твою́ / ты бо мо́лиши за нас / Христа́ Бо́га на́шего.
Святителям
Велича́ем вас / святи́телие вели́ции (имярек), / и чтим святу́ю па́мять ва́шу: вы бо мо́лите за нас / Христа́ Бо́га на́шего.
Преподобному
Ублажа́ем тя, / преподо́бне о́тче (наш) (имярек), / и чтим святу́ю па́мять твою́, / наста́вниче мона́хов / и собесе́дниче а́нгелов.
Преподобным
Ублажа́ем вас, преподо́бные отцы́ (имярек), / и чтим святу́ю па́мять ва́шу, / наста́вницы мона́хов / и собесе́дницы а́нгелов.
Мученику
Велича́ем тя, / святы́й му́чениче (имярек), / и чтим честна́я страда́ния твоя́, / я́же за Христа́ / претерпе́л еси́.
Мученикам
Велича́ем вас, / страстоте́рпцы святи́и (имярек), / и чтим честна́я страда́ния ва́ша, / я́же за Христа́ / претерпе́ли есте́.
Священномученику
Велича́ем тя, / священному́чениче (имярек), / и чтим святу́ю па́мять твою́: / ты бо мо́лиши за нас / Христа́ Бо́га на́шего.
Священномученикам
Велича́ем вас, /священному́ченицы Христо́вы (имярек), / и чтим святу́ю па́мять ва́шу: / вы бо мо́лите за нас / Христа́ Бо́га на́шего.
Преподобномученику
Ублажа́ем тя, / преподобному́чениче (имярек), / и чтим святу́ю па́мять твою́, / наста́вниче мона́хов / и собесе́дниче а́нгелов.
Преподобномученикам
Ублажа́ем вас, / преподо́бнии му́ченицы (имярек), / и чтим святу́ю па́мять ва́шу, / наста́вницы мона́хов / и собесе́дницы а́нгелов.
Мученице
Велича́ем тя, / страстоте́рпице Христо́ва (имярек), / и чтим честно́е страда́ние твое́, / е́же за Христа́ / претерпе́ла еси́.
Мученицам
Велича́ем вас, / страстоте́рпицы святы́я (имярек), / и чтим честна́я страда́ния ва́ша, / я́же за Христа́ / претерпе́ли есте́.
Преподобной жене
Ублажа́ем тя, / преподо́бная ма́ти (имярек), / и чтим святу́ю па́мять твою́: / ты бо мо́лиши за нас / Христа́ Бо́га на́шего.
Преподобным женам
Ублажа́ем вас, / преподо́бнии ма́тери (имярек), / и чтим святу́ю па́мять ва́шу: / вы бо мо́лите за нас , Христа́ Бо́га на́шего.
Преподобномученице
Велича́ем тя, / страстоте́рпице свята́я (имярек), / и чтим святу́ю па́мять Твою́: / ты бо мо́лиши за нас / Христа́ Бо́га на́шего.
Священноисповеднику
Велича́ем тя, / святи́телю о́тче (имярек), / и чтим святу́ю па́мять твою, / ты бо мо́лиши за нас / Христа́ Бо́га на́шего.
Преподобноисповеднику
Ублажа́ем тя, / преподо́бне о́тче (имярек), / и чтим святу́ю па́мять твою́, / наста́вниче мона́хов / и собесе́дниче а́нгелов.
Бессребреникам
Велича́ем вас, / чудотво́рцы сла́внии (имярек), / и чтим честна́я страда́ния ва́ша, / я́же за Христа́ / претерпе́ли есте́.
Юродивому
Ублажа́ем тя, / святы́й пра́ведный (имярек), / и чтим святу́ю па́мять твою́: / ты бо мо́лиши за нас / Христа́ Бо́га на́шего.

## Двунадесятым праздникам[7]
Рождеству Богородицы
Велича́ем Тя, / Пресвята́я Де́во, / и чтем святы́х твои́х роди́телей, / и всесла́вное сла́вим / Рождество́ Твое́.
Воздвижению Креста Господня
Велича́ем Тя, / Живода́вче Христе́, / и чтем Крест Твой Святы́й, / и́мже нас спасл еси́ / от рабо́ты вра́жия.
Введению во храм Пресвятой Богородицы
Велича́ем Тя, / Пресвята́я Де́во, / Богоизбра́нная Отрокови́це, / и чтем е́же в храм Госпо́день / вхожде́ние Твое́.
Рождеству Христову
Велича́ем Тя, / Живода́вче Христе́, / нас ра́ди ны́не пло́тию Ро́ждшагося / от Безневе́стныя / и Пречи́стыя Де́вы Мари́и.
Крещению Господню
Велича́ем Тя, / Живода́вче Христе́, / нас ра́ди ны́не пло́тию Крести́вшагося / от Иоа́нна / в вода́х Иорда́нских.
Сретению Господню
Велича́ем Тя, / Живода́вче Христе́, / и чтем, Пречи́стую Ма́терь Твою́, / Е́юже по зако́ну ны́не / прине́слся еси́ в храм Госпо́день.
Благовещению Пресвятой Богородицы
Арха́нгельский глас вопие́м Ти, Чи́стая: / Ра́дуйся, Благода́тная, Госпо́дь с Тобо́ю.
Входу Господню во Иерусалим
Велича́ем Тя, / Живода́вче Христе́, / Оса́нна в вы́шних / и мы Тебе́ вопие́м / Благослове́н Гряды́й во И́мя Госпо́дне.
Вознесению Господню
Величае́м Тя, / Живода́вче Христе́, / и почита́ем Е́же на небеса́, / с Пречи́стою Твое́ю пло́тию, / Боже́ственное Вознесе́ние.
Пятидесятнице (празднику Святой Троицы)
Велича́ем Тя, / Живода́вче Христе́ / и чтем Всесвята́го Ду́ха Твоего́, / Его́же от Отца́, посла́л еси́ / боже́ственным ученико́м Твои́м.
Преображению Господню
Велича́ем Тя, / Живода́вче Христе́, / и почита́ем пречи́стыя пло́ти Твоея́ / пресла́вное Преображе́ние.
Успению Богородицы
Велича́ем Тя, / Пренепоро́чная Ма́ти Христа́ Бо́га на́шего, / и всесла́вное сла́вим / Успе́ние Твое́.

## Великим недвунадесятым праздникам
Покрову Пресвятой Богородицы
Велича́ем Тя, / Пресвята́я Де́во, / и чтим Покро́в Твой честны́й, / Тя бо ви́де святы́й Андре́й на возду́се, / за ны Христу́ моля́щуюся.
Обрезанию Господню
Велича́ем Тя, / Живода́вче Христе́, / и почита́ем пречи́стыя пло́ти Твоея́ / зако́нное обре́зание.
Рождеству Иоанна Предтечи
Велича́ем тя, / Предте́че Спа́сов Иоа́нне, / и чтим е́же от непло́дове / пресла́вное рождество́ твое́.
Святым первоверховным апостолам Петру и Павлу
Велича́ем вас, / апо́столи Христо́вы Пе́тре и Па́вле, / весь мир уче́ньми свои́ми просвети́вшия / и вся концы́ ко Христу́ приве́дшия.
Усекновению главы Иоанна Предтечи
Велича́ем тя, / Крести́телю Спа́сов Иоа́нне, / и почита́ем вси / честны́я твоея́ главы́ усекнове́ние.